# Silvia Alonso
Silvia Alonso Cruz (Salamanca, 28 dicembre 1989) è un'attrice spagnola.
Il suo debutto è stato come co-protagonista della serie Tierra de Lobos - L'amore e il coraggio. Ha partecipato a diverse serie spagnole come Per sempre, La que se avecina, Senza identità e La gloria e l'amore.

## Biografia
Ha studiato nelle scuole di interpretazione Arte 4 e Metropolis, ha anche seguito corsi di recitazione davanti alla macchina da presa e di danza orientale.
Nel 2010 è diventata famosa grazie al ruolo di Almudena Lobo nella serie di Telecinco Tierra de Lobos - L'amore e il coraggio, che ha debuttato la prima volta in Italia dal 28 agosto 2012 su Rete 4. Dopo la seconda stagione, in Italia, fu sospesa per un calo di ascolti.
Nel 2013 è entrata a far parte delle riprese della seconda stagione della serie Per sempre, di Antena 3, in Italia nel 2016 su Rai 3, interpretando Alejandra Torrijos.
Ha fatto la sua prima esperienza nel cinema nel 2014 partecipando al film Musarañas con Macarena Gómez e Nadia de Santiago. Nello stesso anno è entrata a far parte del cast ricorrente della serie comica La que se avecina, dove interpretava Patricia.
Nell'aprile 2015 fa parte della seconda stagione della serie Senza identità, in Italia su Canale 5. Lì ha interpretato Helena López fino alla fine della serie. Sempre quell'anno partecipò come personaggio secondario alla serie d'epoca di Antena 3 Velvet, in Italia su Rai 1, interpretando Michelle.
Nel febbraio 2016 la serie Perdiendo el norte in cui Alonso ha interpretato Adela, una giovane spagnola che vive a Berlino che incontra Carol (Belén Cuesta), un'altra immigrata spagnola che le fa dubitare del suo stile di vita. Inoltre, quell'anno ha debuttato anche ne La corona partida, in questo film interpreta Germana de Foix.
Nel 2017 ha partecipato ai film Es por tu bien, di Carlos Therón, e Señor, dame paciencia, di Álvaro Díaz Lorenzo. Nel 2017 ha partecipato anche alla serie di Antena 3 La gloria e l'amore, la quale in Italia è stata trasmessa dal 7 gennaio 2019 su Rai Premium.
Nell'aprile 2018 è stato presentato in anteprima il film Hacerse mayor y otros problemas diretto da Clara Martínez-Lázaro. A giugno 2018 è stato annunciato che farà parte della nuova serie, con protagonista Mario Casas, Instinto, un thriller erotico che ha debuttato Movistar+ all'inizio del 2019. Un anno dopo, ha recitato nella commedia romantica Hasta que la boda nos separe di Dani de la Orden, insieme a Álex García e Belén Cuesta  e nel film La lista de los deseos, insieme a Victoria Abril e María León.
Nel 2021 recita nel film Solo una vez, sempre insieme a Álex García, e il lungometraggio horror Diretto da Álex de la Iglesia Veneciafrenia - Follia e morte a Venezia. Inoltre, le riprese della serie Fuerza de paz, per TVE, in cui è la protagonista, interpretando Paula Elgueta.

## Vita privata
Nel 2010 ha avuto una breve storia d'amore con il collega Álex García. Dal 2021 ha una relazione con il comico e conduttore David Broncano.

## Filmografia

### Cinema
- Amigos..., regia di Marcos Cabotá e Borja Manso (2011)
- Musarañas, regia di Juanfer Andrés e Esteban Roel (2014)
- La corona partida, regia di Jordi Frades (2016)
- Estirpe, regia di Adrián López (2016)
- Es por tu bien, regia di Carlos Therón (2017)
- Señor, dame paciencia, regia di Álvaro Díaz Lorenzo (2017)
- Hacerse mayor y otros problemas, regia di Clara Martínez-Lázaro (2018)
- Durante la tormenta, regia di Oriol Paulo (2018)
- Perdiendo el este, regia di Paco Caballero (2019)
- Hasta que la boda nos separe, regia di Dani de la Orden (2020)
- La lista de los deseos, regia di Álvaro Díaz Lorenzo (2020)
- Solo una vez, regia di Guillermo Ríos (2021)
- Veneciafrenia - Follia e morte a Venezia (Veneciafrenia), regia di Álex de la Iglesia (2022)
- Il futuro in un bacio (Eres tú), regia di Alauda Ruiz de Azúa (2023)

### Televisione
- Tierra de Lobos - L'amore e il coraggio (Tierra de lobos) – serie TV, 41 episodi (2010-2014)
- Per sempre (Amar es para siempre) – serial TV, 59 puntate (2013)
- La que se avecina – serie TV, 10 episodi (2014-2015)
- Senza identità (Sin identidad) – serie TV, 12 episodi (2015)
- Velvet – serie TV, episodi 3x8-3x9 (2015)
- Buscando el norte – serie TV, 8 episodi (2016)
- La gloria e l'amore (Tiempos de guerra) – serie TV, 13 episodi (2017)
- Instinto – serie TV, 8 episodi (2019)
- Fuerza de paz – serie TV, 8 episodi (2022)
- Nessuna traccia, o quasi (Sin huellas) – serie TV, 8 episodi (2023)
- Suspicious Minds (Ladrones: La tiara de santa Águeda) – serie TV, 6 episodi (2025)

### Cortometraggi
- Antidote, con la Università Complutense di Madrid (2008)
- Hakushi, regia di Guy Khandjian (2008)
- Divina comedia, regia di Sebastián Cardemil (2009)
- Siempre tarde, regia di Fermín Pérez (2009)
- Una de almejas, regia di José Pena Millor (2009)
- La trampa, regia di Javier Oyarzo (2009)
- Yo nunca, regia di Ana Belén Domínguez Nevado (2009)
- Tópicos, regia di Javier Oyarzo (2009)
- Zona muerta, regia di Javier Oyarzo. Mediometraje (2009)
- Mentiras, regia di Ana De Nevado (2011)
- Contouring, regia di Inés de León (2015)
- Como yo te amo, regia di Fernando García-Ruiz Rubio (2016)
- Hormigueddon, regia di Pablo Motos e Jorge Salvador (2020)

## Teatro
- Molto rumore per niente, regia di Juan López Tagle (2013)
- Sexo 10.0, regia di Chos Corzo (2014)
- Futuro 10.0, regia di Chos Corzo (2015)

## Filmati
- Caída libre, di Zahara (2016)

## Doppiatrici italiane
Nelle versioni in italiano delle opere in cui ha recitato, Silvia Alonso è stata doppiata da:
- Gaia Bolognesi in Durante la tormenta, Nessuna traccia, o quasi
- Sonia Mazza in Tierra de Lobos - L'amore e il coraggio
- Domitilla D'Amico in Suspicious Minds
- Chiara Gioncardi ne Il futuro in un bacio
- Francesca Manicone in Senza identità
- Stella Musy ne La gloria e l'amore
- Benedetta Ponticelli in Velvet